# Кастанаев, Николай Георгиевич
Никола́й Гео́ргиевич Каста́наев (17 [30] апреля 1904, Москва — не ранее 13 августа 1937) — советский лётчик-испытатель.

## Биография
Родился 17 (30) апреля 1904 года в Москве. В 1916 году окончил 2-е городское начальное училище, в 1919 году — 2 класса 32-й единой трудовой школы. С апреля 1919 года до конца 1921 года — в РККА.
В августе 1923 года — снова в армии; в 1924 году окончил «Военную школу Красного Воздушного Флота» в Егорьевске, в 1925 — «2-ю военную школу летчиков КВФ» в Борисоглебске, в 1926 — «Военную  школу воздушного боя» в Серпухове. После обучения служил в строевых частях ВВС (истребительная авиация). С 1927 года Н. Г. Кастанаев — лётчик-инструктор в Серпуховской военной  школе; с 1928 — в «3-й военной школе лётчиков и лётчиков наблюдателей» в Оренбурге.
В период с января 1929 по июль 1931 года был на лётно-испытательной работе в НИИ ВВС РККА.
С июля 1931 года — был лётчиком-испытателем НИИ морской авиации в Севастополе: проводил испытания гидросамолётов МДР-2 (АНТ-8) (1931) и МБР-2 (1932); летом 1934 года поднял в небо самолёт ОСГА-101.
С 1935 года — жил и работал в Москве: лётчик-испытатель авиазавода № 22; испытывал серийные самолёты ТБ-3, СБ. Н. Г. Кастанаев первым, 2 мая 1935 года, поднял в небо, а затем проводил испытания самолёта ДБ-А. В 1937 году на самолёте ДБ-А он вместе с Г. Ф. Байдуковым — в качестве второго пилота — участвовал в полёте, в котором был установлен мировой авиационный рекорд скорости полёта.
Пропал без вести 13 августа 1937 года при выполнении трансполярного перелёта из Москвы в США через Северный полюс на самолёте ДБ-А с бортовым номером Н-209 с экипажем из 6 человек под командованием С. А. Леваневского.
Был награждён орденом Красной Звезды. Его именем названа улица в Москве и Владикавказе (улица Кастанаева).
Дочери: Светлана Николаевна Кастанаева (ум. 1998) работала на авиазаводе № 22; Ольга Николаевна Гродская (ум. 2007) была преподавательницей языка бенгали в МГИМО.